# Stefan Szymik
Stefan Szymik MSF (ur. 10 stycznia 1956 w Orzeszu) – polski duchowny katolicki, misjonarz Świętej Rodziny, profesor nauk teologicznych, profesor zwyczajny w Instytucie Nauk Biblijnych Katolickiego Uniwersytetu Lubelskiego Jana Pawła II, tłumacz Biblii.
W 1976 wstąpił do zakonu Misjonarzy Świętej Rodziny. Ukończył studia filozoficzno–teologiczne w Wyższym Seminarium Duchownym Misjonarzy Świętej Rodziny w Kazimierzu Biskupim. W 1982 przyjął święcenia kapłańskie. W 1987 otrzymał stopień licencjata rzymskiego (licencjat nauk biblijnych uzyskał w 1994 po studiach Papieskim Instytucie Biblijnym w Rzymie). Doktorat obronił w 1988. Habilitował się w 2003. W 2017 uzyskał tytuł naukowy profesora nauk teologicznych.
Specjalizuje się w biblistyce. W latach 2004–2014 pełnił funkcję kierownika Katedry Hermeneutyki Biblijnej w Instytucie Nauk Biblijnych KUL.

## Autorskie publikacje monograficzne
- Problem polemiki antyepikurejskiej w pismach Nowego Testamentu (2003)
- Współczesne modele egzegezy biblijnej (2013)